# La Dernière Image
Pour plus de détails, voir Fiche technique et Distribution.
La Dernière Image est un film algéro-français réalisé par Mohammed Lakhdar-Hamina sorti en 1986. 
Le film a été sélectionné au Festival de Cannes 1986.

## Synopsis
Peu avant la Seconde Guerre mondiale, dans un village algérien, une institutrice fraîchement arrivée de la métropole, mademoiselle Claire Boyer, faire naître les passions. Prenant le parti des Algériens, elle révulse les colons. Un de ses jeunes élèves, Mouloud, tombe amoureux d'elle.

## Fiche technique
- Titre français : La Dernière Image
- Réalisation : Mohammed Lakhdar-Hamina
- Scénario : Mohammed Lakhdar-Hamina
  - Assistant réalisateur : Philippe Charigot
- Costumes : Mohamed Bouzit et Sylviane Combes
- Musique : Philippe Arthuys et Jean-Paul Cara
- Son : Pierre Lorrain et Jean Casanova
- Montage : Youcef Tobni
- Production : Jean-Pierre Sammut
- Sociétés de production : Elma Productions, S.I.A et TF1 Films Productions
- Pays de production : Algérie et France
- Langues originales : français
- Format : Couleurs
- Genre : drame
- Durée : 195 minutes
- Dates de sortie : 
  - Algérie : 16 novembre 1986
  - France : 19 novembre 1986

## Distribution
- Véronique Jannot : Claire Boyer
- Merwan Lakhdar-Hamina : Mouloud
- Michel Boujenah : Simon Attal
- Jean Bouise : Langlois
- Jean-François Balmer : Miller
- Hassan El-Hassani : Touhami
- José Artur : Forrestier
- Malik Lakhdar-Hamina : Bachir
- Mustapha El Anka : Kabrane
- Mustapha Preur : Boutaleb
- Geneviève Mnich : Madame Lanier
- Brigitte Catillon : Madame Lenguenel
- Rachid Fares : Omar
- Claude Melki : Jacob, Le cafetier
- Mohammed Lakhdar-Hamina : Oncle Omar

## Tournage
Le tournage du film a eu lieu en Algérie.

## Distinctions

### Récompenses
Le film a été sélectionné au Festival de Cannes 1986, mais ne reçoit aucune récompense.